# Friedrich Scheu (Journalist)
Friedrich Scheu (geboren 26. Februar 1905 in Wien, Österreich-Ungarn; gestorben 8. August 1985 in Wien) war ein österreichischer Journalist.

## Leben
Friedrich Scheu war ein Sohn der Schriftstellerin und Salonière Helene Scheu-Riesz und des Rechtsanwalts und sozialistischen Politikers Gustav Scheu. Seine Schwester Elisabeth (1912–2011)  wurde Architektin in den USA. Die Eltern ließen 1912/1913 nach dem Entwurf von Adolf Loos das Haus Scheu im 13. Bezirk in der Larochegasse 3, errichten, wo Friedrich Scheu aufwuchs. 

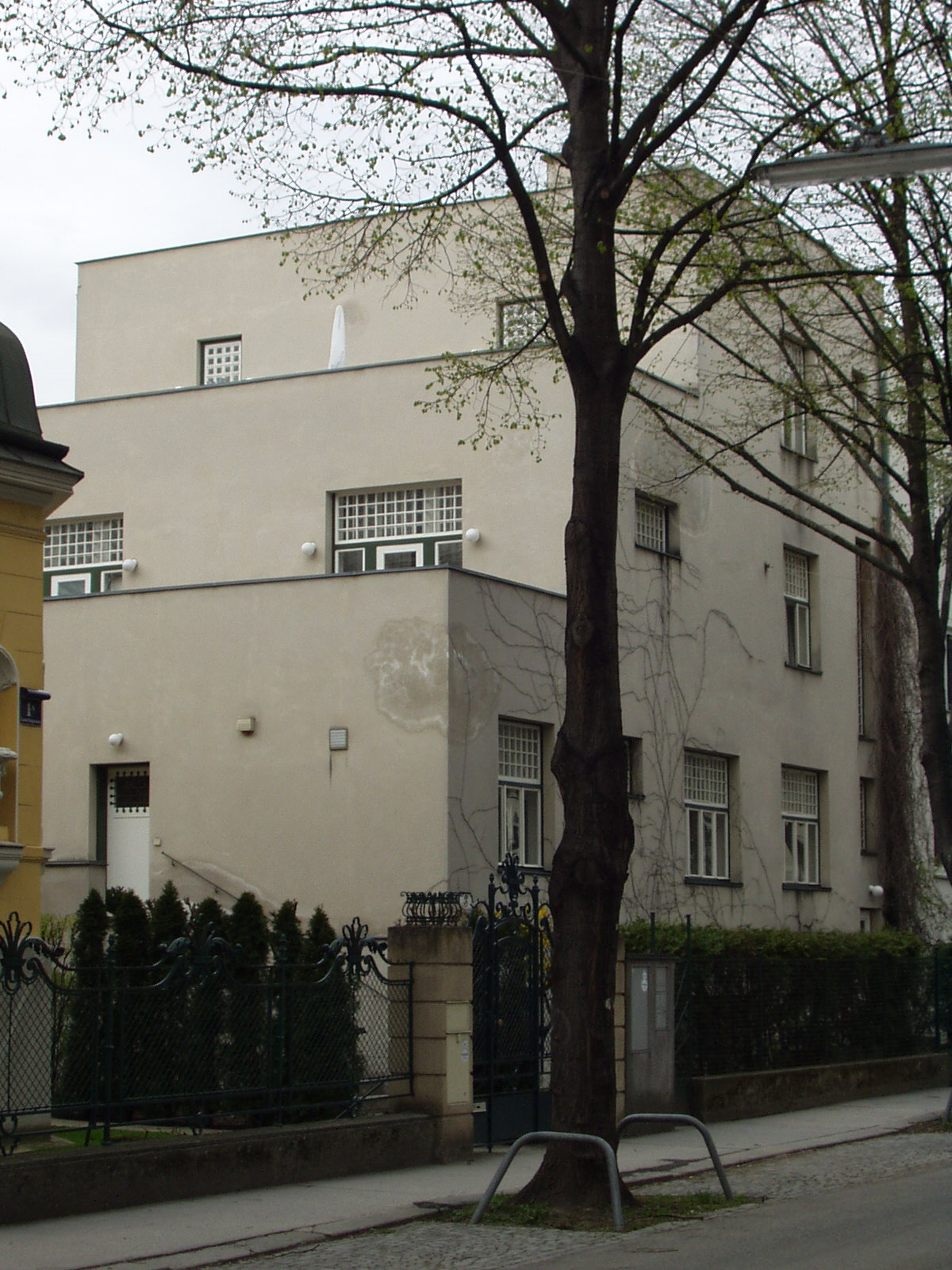
Larochegasse 3

Er besuchte das Akademische Gymnasium in Wien, studierte Rechtswissenschaften an der Universität Wien, wurde promoviert und arbeitete als Rechtsanwalt. Er hielt sich in den USA und Großbritannien auf, erlernte die englische Sprache und konnte so ab 1930 die Parteizeitung der britischen Labour Party Daily Herald mit Berichten aus Wien versorgen. Scheu heiratete 1934 Herta Püregger, sie hatten drei Kinder.
Scheu wurde nach 1934 als Sozialist im Ständestaat politisch verfolgt. Beim Anschluss Österreichs 1938 emigrierte er über Prag nach London, wo er 1946 die britische Staatsangehörigkeit erhielt. Im Exil wirkte er bis 1950 als außenpolitischer Redakteur des Nachrichtenmagazins News Review und schrieb auch für den Daily Herald. 1944 gründete er die Anglo-Austrian Society. Ab 1947 schrieb er als Korrespondent für die in Wien wieder gegründete Arbeiter-Zeitung. 
1954 kehrte Scheu nach Österreich zurück, wo er das außenpolitische Ressort der Arbeiter-Zeitung übernahm und 1962 deren stellvertretender Chefredakteur wurde. Daneben schrieb er für die SPÖ-Theoriezeitschrift Die Zukunft. Er erhielt 1969 den Dr.-Karl-Renner-Publizistikpreis. Scheu war Mitglied des Österreichischen Presserats. 
Scheu beschäftigte sich in seiner Freizeit mit Numismatik.

## Schriften (Auswahl)
- Frederick Joseph Scheu: British Labor and the Beveridge plan. Vorwort John Gunther. New York, NY : Island Press, 1943
- Die englische Arbeiterregierung. Wien : Verlag der Wiener Volksbuchhandlung, 1949
- Sozialismus in unserer Zeit. Ein neuer Wegweiser zur sozialistischen Gesellschaft. Übersetzung Friedrich Scheu. Berlin : Dietz Nachfolger, 1958 (Twentieth Century Socialism)
- Die Emigrationspresse der Sozialisten 1938 bis 1945. Wien : Europa-Verlag, 1968
- The Early Days of the Anglo-Austrian Society. London : Anglo-Austrian Society, 1969
- Der Weg ins Ungewisse. Österreichs Schicksalkurve 1929–1938. Wien : Molden, 1972
- Humor als Waffe : politisches Kabarett in der 1. Republik. Vorwort Hertha Firnberg. Wien : Europaverlag, 1977
- Ein Band der Freundschaft. Schwarzwald-Kreis und Entstehung der Vereinigung Sozialistischer Mittelschüler. Wien : Böhlau, 1985